# Yinwogou
Yinwogou (kinesiska: 银窝沟乡, 银窝沟) är en socken i Kina. Den ligger i provinsen Hebei, i den norra delen av landet, omkring 260 kilometer nordost om huvudstaden Peking. Antalet invånare är 13 042. Befolkningen består av 6 527 kvinnor och 6 515 män. Barn under 15 år utgör 22,0 %, vuxna 15-64 år 68 %, och äldre över 65 år 8,0 %.
Genomsnittlig årsnederbörd är 625 millimeter. Den regnigaste månaden är juni, med i genomsnitt 163 mm nederbörd, och den torraste är januari, med 2 mm nederbörd.